# کلرادو اسپرینگز (کلرادو)
کلرادو اسپرینگز (به انگلیسی: Colorado Springs) شهری در ایالت کلرادو در آمریکاست.
بوستان خدایان در این شهر قرار دارد.
نیکلا تسلا در این شهر مدتی اقامت داشت.
تالکوت پارسونز متولد این شهر است

## ورزش
مرکز تمرینات المپیک ایالات متحده آمریکا و نیز دفاتر مرکزی کمیته المپیک ایالات متحده در این شهر قرار دارند.

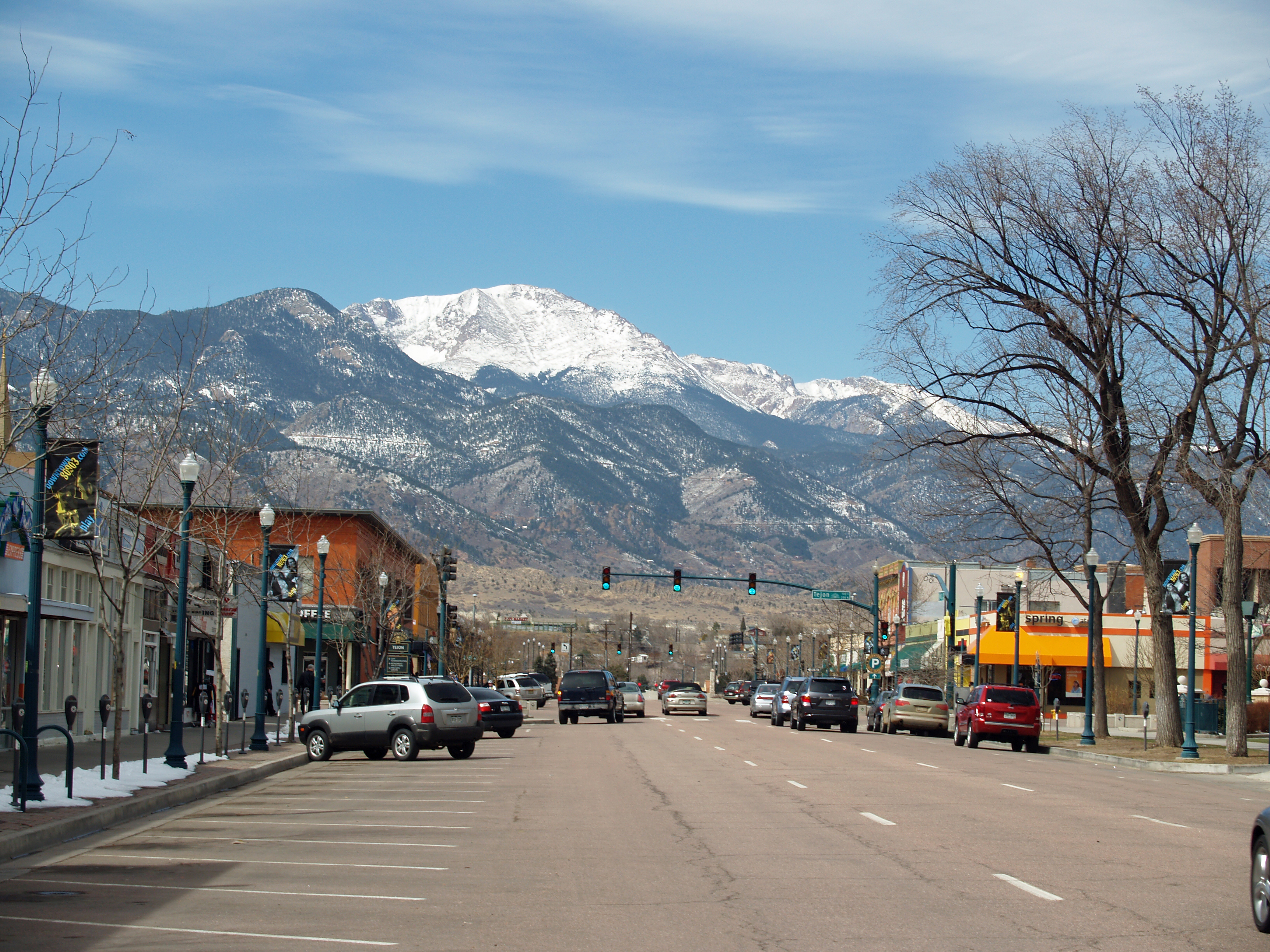
کلرادو اسپرینگز یک شهر کوهپایه‌ای است.